# Varlam Shalamov
Varlam Tikhonovich Shalamov (em russo: Варлам Тихонович Шаламов) (Vologda, Rússia, 18 de junho de 1907 — Tushino, 17 de janeiro de 1982) foi um escritor, jornalista, poeta, dissidente político, prisioneiro político, e sobrevivente do Gulag russo.
Shalamov passou dezoito anos preso nos campos de concentração soviéticos, cumprindo três condenações quase consecutivas por "atividades contra-revolucionárias". Em 1956 foi reabilitado e retoma a sua atividade literária em Moscou. Em conjunto com a obra de Solzhenitsyn, a sua obra Relatos de Kolimá é um dos melhores retratos da vida nos campos de concentração soviéticos, principalmente na Sibéria, em condições desumanas, com temperaturas baixíssimas que, como relata, "era tão frio que não era possível pensar em nada". 
Nestes campos na entrada, em lugar visível havia inscrições com frases de Josef Stálin: "Honra e glória ao trabalho, exemplo de entrega e heroísmo". Mas para Varlam, o trabalho nessas condições "podia ser qualquer coisa, menos motivo de glória."

## Obras
- "A quarta Vologda" (em russo : Четвертая Вологда, Tchetviortaïa Vologda)
- "Contos de Kolimá" (em russo: Колымские рассказы), tradução de José Milhazes, Lisboa: Relógio D'Água, 1990